# Pilea involucrata
Pilea involucrata là loài thực vật có hoa trong họ Tầm ma. Loài này được (Sims) C.H.Wright & Dewar miêu tả khoa học đầu tiên năm 1894.